# Fritz Kienzler
Fritz Kienzler, auch „Kurvenfritz“ genannt,  war ein deutscher Fußballspieler. Er spielte für den FC Bayern München von 1914 bis 1926 als Stürmer.

## Karriere
Kienzler gab sein Pflichtspieldebüt für den FC Bayern München am 19. Juli 1914 im Testspiel gegen den VfB Stuttgart. Er kam in der Bayerischen Bezirksliga, ab der Saison 1921/22 in der Südbayerischen Kreisliga und ab der Saison 1923/24 in der Bayerischen Bezirksliga, den jeweils regional höchsten Spielklassen, zum Einsatz. Im Finale um den Süddeutschen Pokal unterlag er mit den Bayern am 17. Juni 1923 auf dem MTV-Platz an der Marbachstraße jedoch der SpVgg Fürth mit 3:4.
1923 gewann er mit der Mannschaft zunächst die Südbayerische und 1926 dann die Bayerische Meisterschaft. Damit war er mit der Mannschaft erstmals für die Endrunde um die Süddeutsche Meisterschaft qualifiziert, welche mit drei Punkten vor der SpVgg Fürth gewonnen wurde. Daher nahm er an der Endrunde um die Deutsche Meisterschaft teil. Er kam jedoch nur im Achtelfinale zum Einsatz, in dem er mit den Bayern am 16. Mai 1926 nach der 0:2-Niederlage in Leipzig bei der dort ansässigen Fortuna aus dem Wettbewerb schied. Fritz Kienzler war am 25. Juni 1927 Kapitän der Mannschaft des FC Bayern München, die 1927 ihr erstes Freundschaftsspiel gegen einen Gegner aus Spanien, CE Europa aus Barcelona, absolvierte.

## Erfolge
- Süddeutscher Meister 1926
- Bayerischer Meister 1926
- Südbayerischer Meister 1923
- Süddeutscher Pokal-Finalist 1923